# ホセ・ルイス・クチューフォ
- ホセ・ルイス・クシューフォ

ホセ・ルイス・クチューフォ（José Luis Cuciuffo、1961年2月1日 - 2004年12月11日）は、アルゼンチン、コルドバ出身の元同国代表サッカー選手。ポジションはセンターバック。クラブでは主に、CAベレス・サルスフィエルドやボカ・ジュニアーズでプレーした。1985年から1989年にかけてアルゼンチン代表に招集され、21試合に出場した。1986年のワールドカップでは6試合に出場、優勝を果たした。

## タイトル

### 選手時代
アルゼンチン代表
- ワールドカップ: 1986

個人
- 南米チーム・オブ・ザ・イヤー : 1986